# جامعة مالمو
جامعة مالمو (بالسويدية: Malmö universitet) هي جامعة سويدية تقع في مدينة مالمو في السويد. يزيد عدد الطلاب في جامعة مالمو عن 24,000 طالب، فيما يتكون الطاقم الإداري من حوالي 1,600 موظف ما بين أكاديميين وإداريين. تُعد جامعة مالمو تاسع أكبر معهد للتعليم في السويد، ولديها اتفاقيات تبادل مع أكثر من 240 جامعة شريكة حول العالم، وحوالي ثلث الطلاب هُم من خارج البلاد. يُركز التعليم في جامعة مالمو، من بين أمور أخرى، على مواضيع الهجرة والعلاقات الدولية والعلوم السياسية والاستدامة والدراسات الحضرية ووسائل الإعلام الجديدة والتكنولوجيا.
تقع الجامعة في منطقة يونيفرسيتيتسهولمن [الإنجليزية] وسط مدينة مالمو، وقد لعبت دورًا مهمًا في تحول مالمو من مدينة صناعية إلى مركز تعليمي.عند تأسيس الجامعة في سنة 1998، كانت هذه الأخيرة تحمل وضع كلية جامعية. في 1 يناير 2018، منح وزير التعليم العالي والبحث السويدي كُلية مالمو الجامعية وضع الجامعة الكامل، وأصبحت تُسمى جامعة مالمو

## جودة التعليم
بمبادرة حكومية سنة 2007، قامت الوكالة الوطنية السويدية للتعليم العالي [الإنجليزية] بتوظيف لجنة خبراء دولية لإيجاد أفضل 5 جامعات سويدية من حيث جودة التعليم ومنحها جوائز امتيازات في هذا الصدد. إحدى هذه الامتيازات مُنحت لكلية طب الأسنان في جامعة مالمو، حيث مُنحت الكُلية جائزة مركز التميز في التعليم العالي. وآلت الجوائز الأخرى إلى كُل من جامعة لينشوبينغ (كُلية الطب ونظرية التحكم/كُلية هندسة المركبات) والمعهد الملكي للتكنولوجيا (قسم هندسة المركبات) وجامعة أوميو (قسم التاريخ).

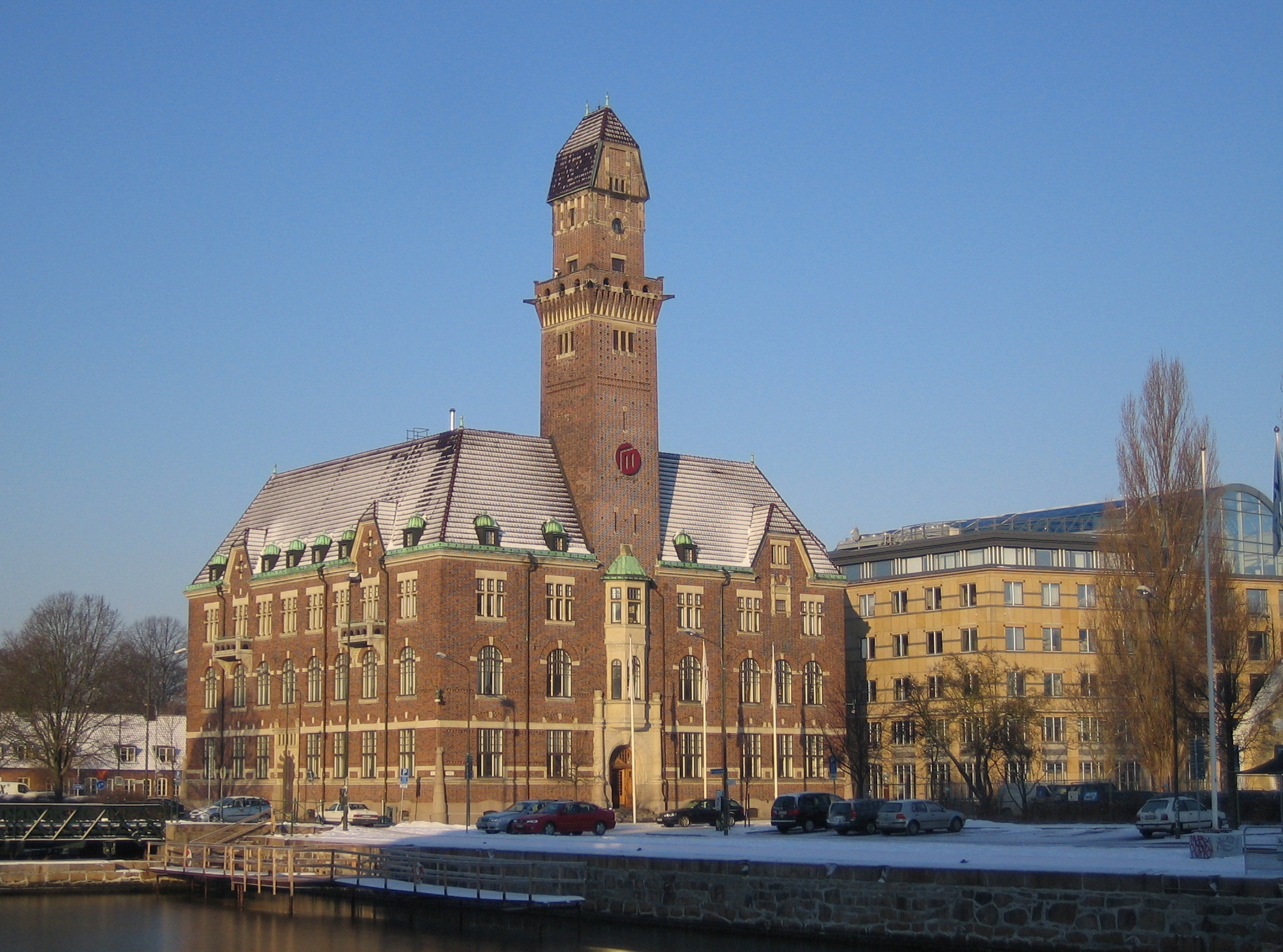
مبنى الجامعة

## الكليات
تضم جامعة مالمو خمس كليات هي كالتالي:
- تقع كلية التكنولوجيا والمجتمع في مبنى نياغارا بالقُرب من محطة مالمو المركزية [الإنجليزية]. يدرس في الكلية ما يقرب من 3,000 طالب ويشتغل فيها زُهاء 100 مُوظف، وتضم قسم علوم الكمبيوتر وقسم تكنولوجيا الوسائط وتصميم المنتجات.[11] تتنوع الدورات وبرامج الدرجات العلمية بين الهندسة وعلوم الكمبيوتر وتطوير المنتجات والتصميم وتكنولوجيا الوسائط. تُركز الأبحاث على علوم الكمبيوتر وعلوم المواد والرياضيات التطبيقية وتكنولوجيا الإعلام.
- تقع كلية الثقافة والمجتمع في مبنى نياغارا. يدرس في الكلية زُهاء 4,900 طالب ويشتغل فيها حوالي 300 موظف.[12] تتألف الكُلية من أربعة أقسام هي: قسم الدراسات السياسية العالمية، وقسم الدراسات الحضرية، وكلية الفنون والاتصال، وقسم اللغة واللغويات.
- تعد كلية التربية والمجتمع واحدة من أكبر منشآت تدريب المعلمين في السويد. يدرس في هذه الكلية ما يقرُب 5,000 طالب ويشتغل فيها زُهاء 260 موظفًا، وتقع بجوار محطة مالمو المركزية في مبنى أوركانين.[13] تتألف هذه الكُلية من أقسام «الأطفال والشباب والمجتمع»، و«الثقافة واللغات والإعلام»، و«الفرد والمجتمع»، و«التطوير المدرسي والقيادة»، و«العلوم والبيئة والمجتمع»، و«علوم الرياضة».
- تقع كلية طب الأسنان بجوار محطة قطار تريانغلين في مالمو. بعد قضاء سنوات الدراسة في هذه الكُلية، يحصل الطالب الخريج إما على دبلوم أخصائي صحة أسنان أو طبيب أسنان أو فني أسنان. تشمل مجالات الدراسة في هذه الكُلية ميادين الدراسات البيولوجية الجزيئية لأنسجة الفم ودراسات صحة الفم في الأجيال المُختلفة والطبقات الاجتماعية والثقافات الدولية.[14]
- تضم كلية الصحة والمجتمع ما يقرب من 4,600 طالب وأزيد من 260 موظف، وتقع هذه الكُلية على أرض المُستشفى الجامعي في مالمو.[15] تتكون الكُلية من 5 أقسام هي قسم العلوم الطبية الحيوية، وقسم علوم الرعاية، وقسم علوم الإجرام، وقسم دراسات الصحة والرفاهية، وقسم الخدمة الاجتماعية.

## معرض صور

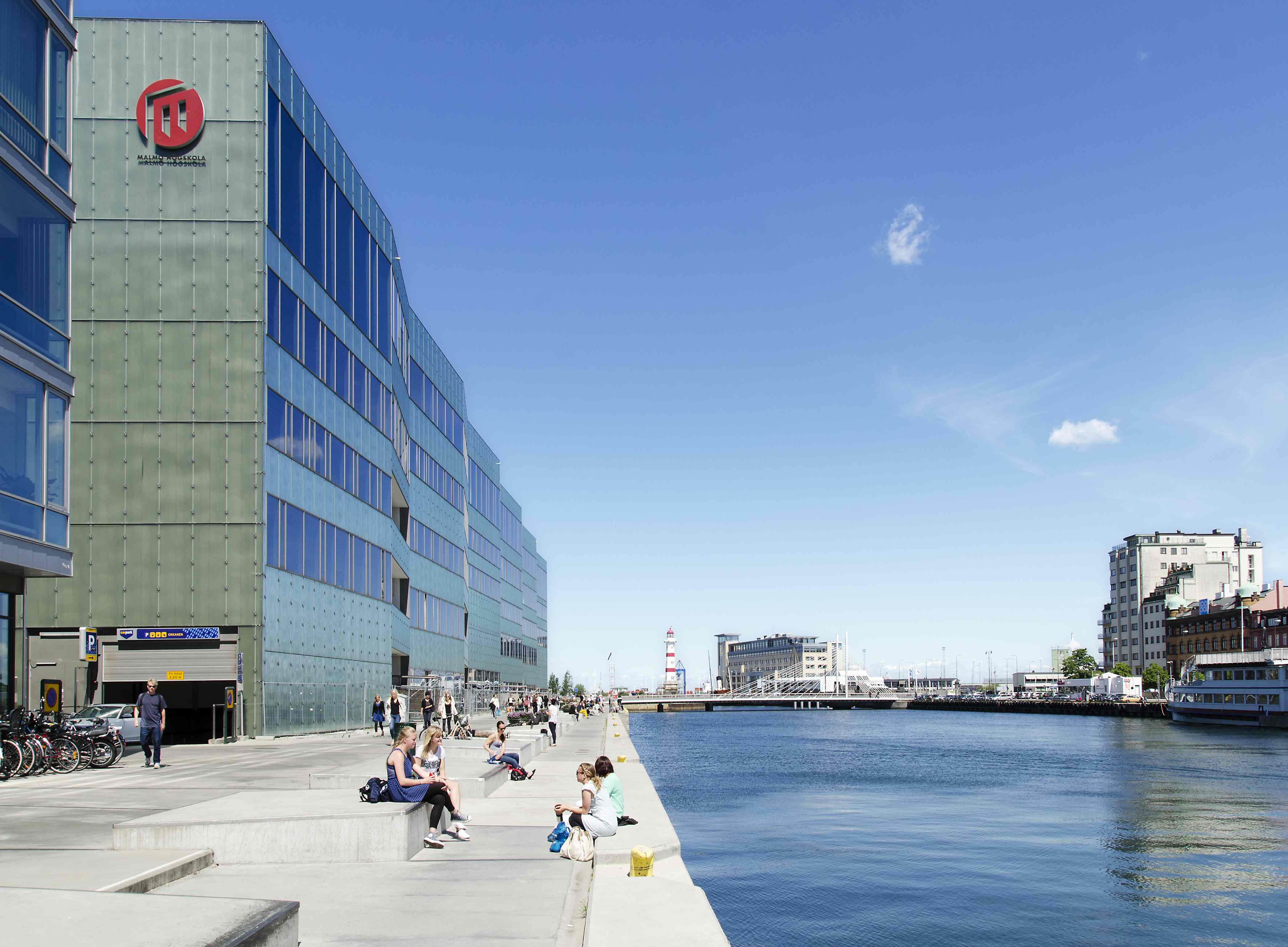
خارج مبنى أوركانين
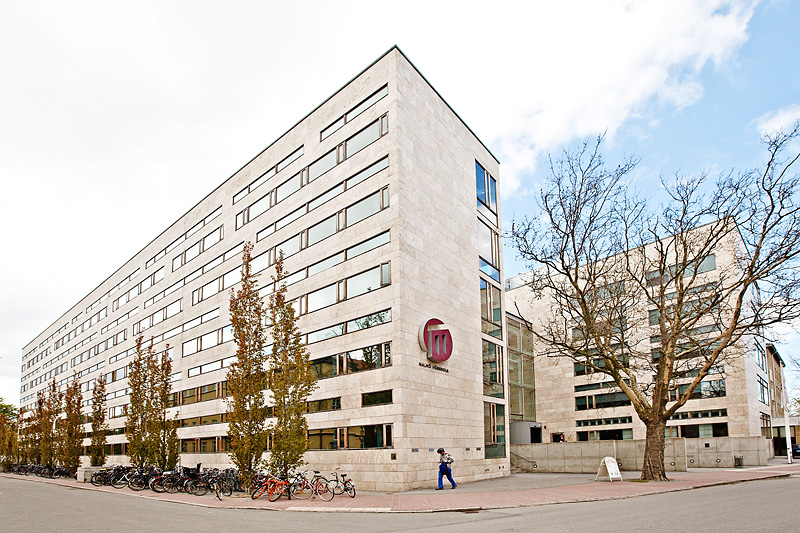
كُلية الصحة والمُجتمع التابعة لجامعة مالمو
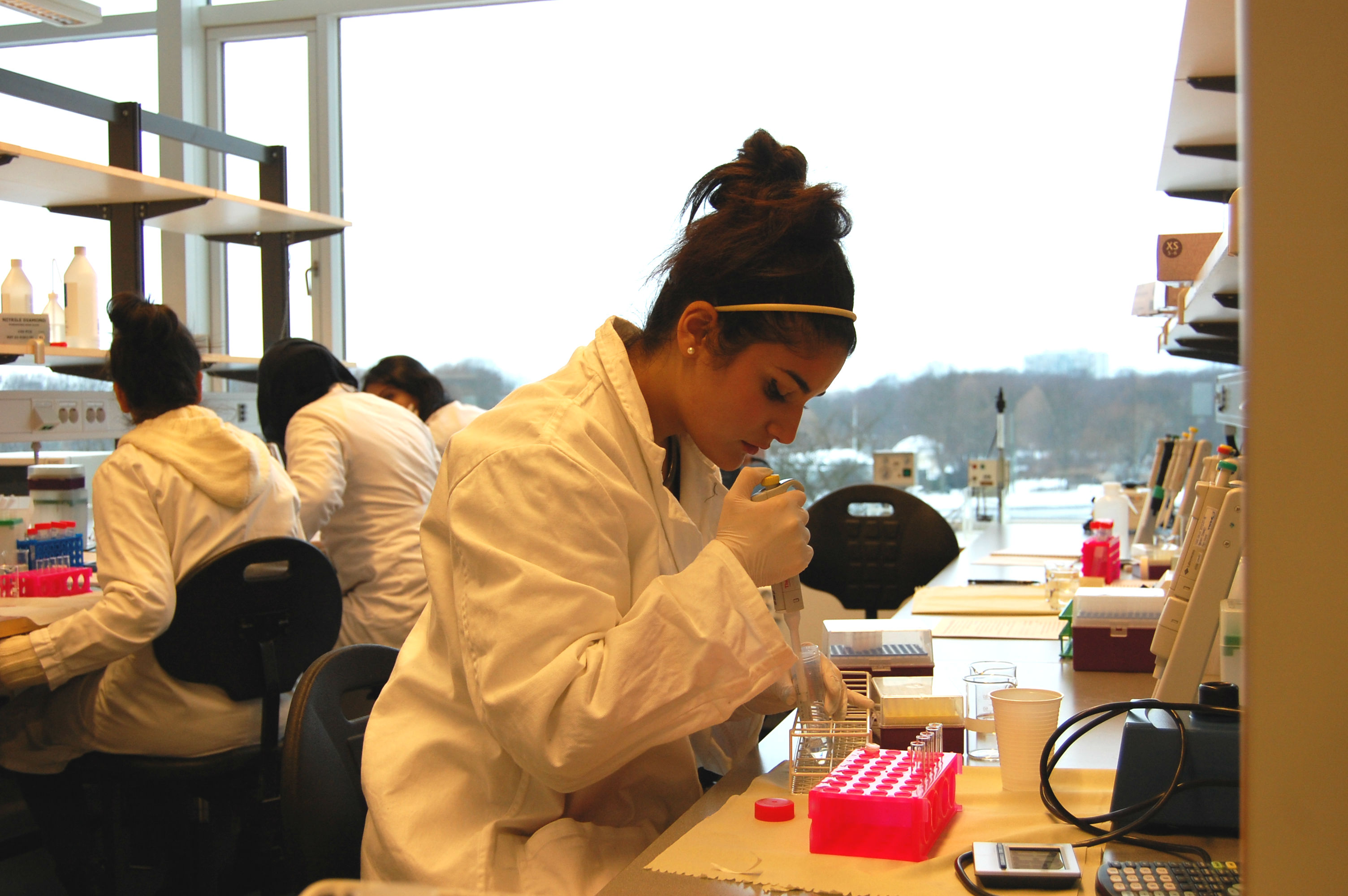
إحدى مُختبرات الجامعة
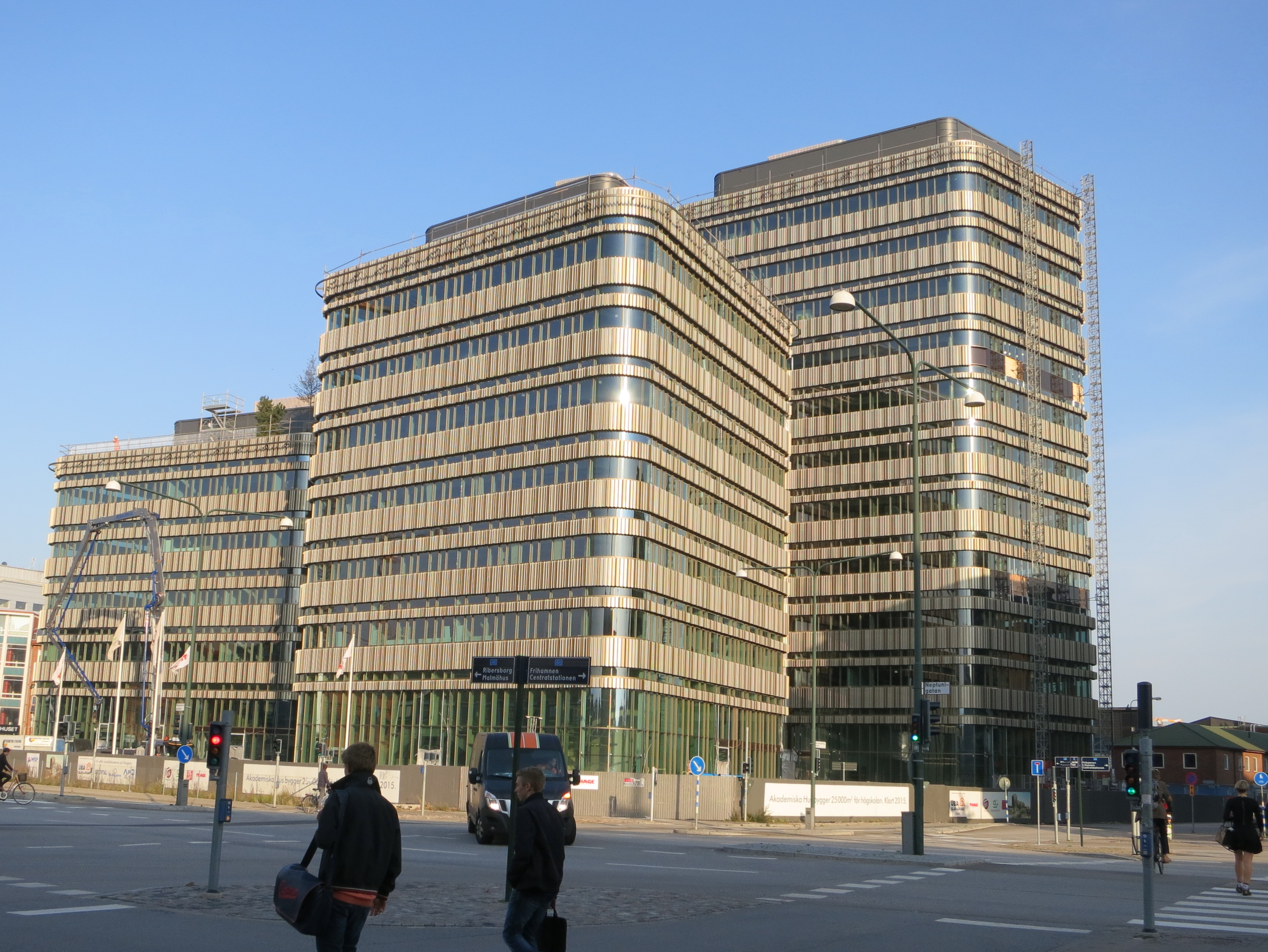
مبنى نياغارا
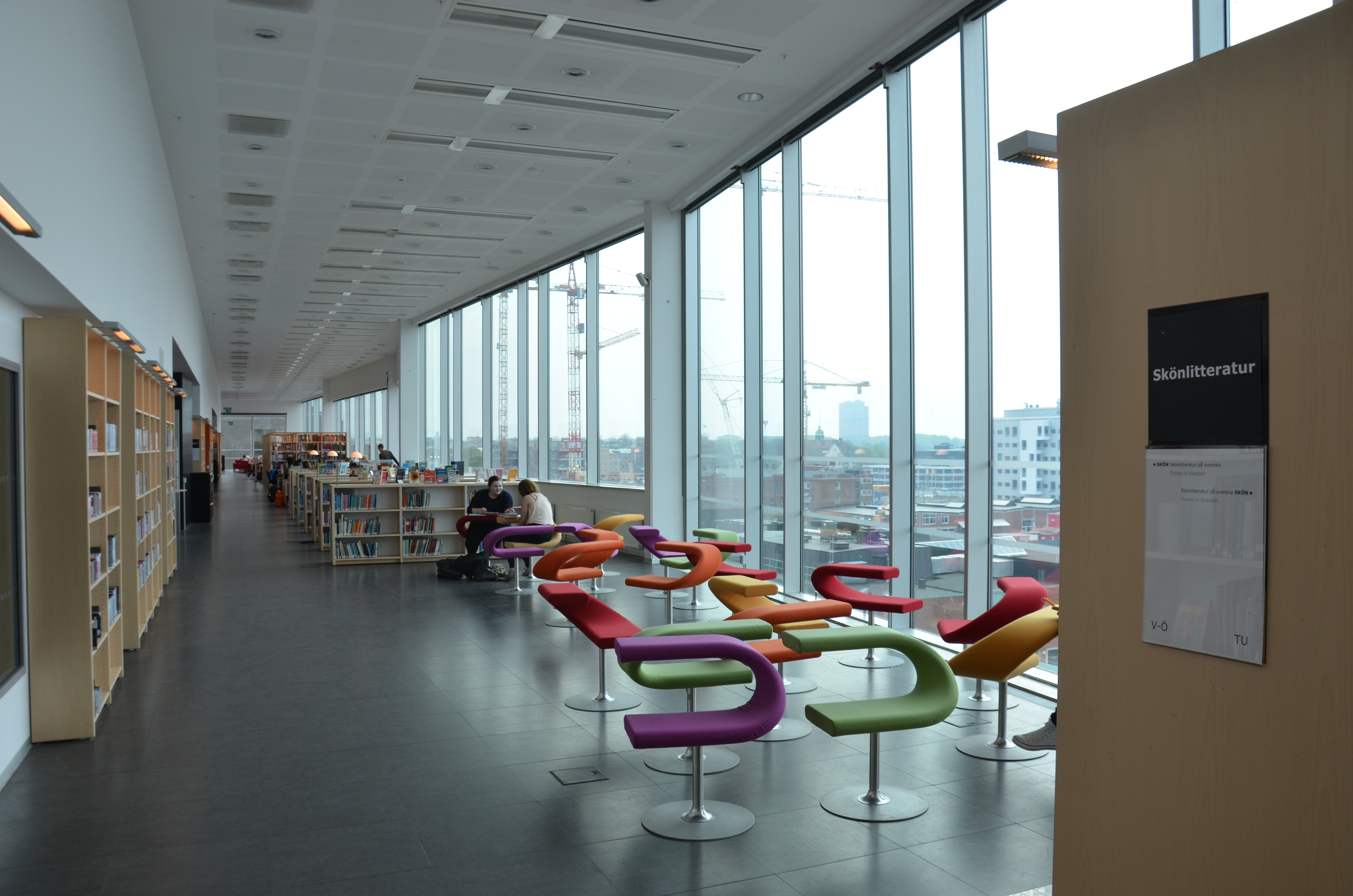
إحدى مكتبات الجامعة

## وصلات خارجية
- الموقع الرسمي للجامعة (بالسويدية)
- الموقع الرسمي للجامعة

(بالإنجليزية)